# 校准
標定（英語：Calibration），即為科學上之校準行為，意指「對某儀器、藥物或須有精確單位之物品，其只知的體積、濃度......等刻度或單位之準確度，進行檢測是否合乎標準，若否則修正。」

## 實例
化學上常見的酸鹼度標定:以鄰苯二甲酸氫鉀標定氢氧化钠、利用碳酸鈉標定鹽酸。